# Nazionale maschile under 20 di calcio dell'Australia
La Nazionale di calcio dell'Australia Under-20 è la squadra di calcio nazionale giovanile dell'Australia ed è posta sotto l'egida della Federazione calcistica dell'Australia.
La squadra vanta quattordici partecipazioni al Campionato mondiale di calcio Under-20 la prima nel 1981 e come miglior risultato ha i quarti posti nelle edizioni 1991 e 1993.
Prima del 2006 la squadra prendeva parte al Campionato OFC e nelle tredici edizioni a cui ha preso parte gli australiani ne hanno vinto 10.
Dal 2006 invece la squadra prende parte al Campionato AFC in cui vanta quattro presenze e come miglior risultato il secondo posto nell'edizione 2010

## Partecipazioni a competizioni internazionali

### Mondiali Under-20
| Anno | Luogo               | Piazzamento      | V | N | P | Gol |
| ---- | ------------------- | ---------------- | - | - | - | --- |
| 1977 | Tunisia             | Non iscritta     | - | - | - | -   |
| 1979 | Giappone            | Non iscritta     | - | - | - | -   |
| 1981 | Australia           | Quarti di finale | 1 | 2 | 1 | 6:6 |
| 1983 | Messico             | Primo turno      | 1 | 1 | 1 | 4:4 |
| 1985 | Unione Sovietica    | Primo turno      | 0 | 2 | 1 | 2:3 |
| 1987 | Cile                | Primo turno      | 1 | 0 | 2 | 2:6 |
| 1989 | Arabia Saudita      | Non qualificata  | - | - | - | -   |
| 1991 | Portogallo          | Quarto Posto     | 5 | 0 | 1 | 6:3 |
| 1993 | Australia           | Quarto Posto     | 3 | 0 | 2 | 3:9 |
| 1995 | Qatar               | Quarti di Finale | 1 | 1 | 2 | 6:6 |
| 1997 | Malaysia            | Ottavi di finale | 2 | 1 | 1 | 5:4 |
| 1999 | Nigeria             | Primo turno      | 1 | 0 | 2 | 4:8 |
| 2001 | Argentina           | Ottavi di finale | 1 | 1 | 2 | 3:8 |
| 2003 | Emirati Arabi Uniti | Ottavi di finale | 2 | 1 | 1 | 6:5 |
| 2005 | Paesi Bassi         | Primo turno      | 0 | 2 | 1 | 2:5 |
| 2007 | Canada              | Non qualificata  | - | - | - | -   |
| 2009 | Egitto              | Primo turno      | 0 | 0 | 3 | 2:8 |
| 2011 | Colombia            | Primo turno      | 0 | 1 | 2 | 4:9 |
| 2013 | Turchia             | Primo turno      | 0 | 1 | 2 | 3:5 |
| 2015 | Nuova Zelanda       | Non qualificata  | - | - | - | -   |
| 2017 | Corea del Sud       | Non qualificata  | - | - | - | -   |
| 2019 | Polonia             | Non qualificata  | - | - | - | -   |
| 2023 | Indonesia           | Non qualificata  | - | - | - | -   |

### Campionato oceaniano OFC U-19
Non più membro OFC.
| Anno   | Risultato        | G                | V                | N                | P                | GF               | GS               |                  |
| ------ | ---------------- | ---------------- | ---------------- | ---------------- | ---------------- | ---------------- | ---------------- | ---------------- |
| 1974   | Non Partecipante | Non Partecipante | Non Partecipante | Non Partecipante | Non Partecipante | Non Partecipante | Non Partecipante | Non Partecipante |
| 1978   | Vincitore        | 3                | 3                | 0                | 0                | 16               | 2                |                  |
| 1980   | Secondo Posto    | 3                | 2                | 0                | 1                | 7                | 3                |                  |
| 1982   | Vincitore        | 4                | 4                | 0                | 0                | 15               | 4                |                  |
| 1985   | Vincitore        | 5                | 5                | 0                | 0                | 20               | 4                |                  |
| 1987   | Vincitore        | 4                | 3                | 1                | 0                | 16               | 1                |                  |
| 1988   | Vincitore        | 4                | 4                | 0                | 0                | 16               | 3                |                  |
| 1990   | Vincitore        | 4                | 4                | 0                | 0                | 22               | 0                |                  |
| 1992   | Non Partecipante | Non Partecipante | Non Partecipante | Non Partecipante | Non Partecipante | Non Partecipante | Non Partecipante | Non Partecipante |
| 1994   | Vincitore        | 5                | 5                | 0                | 0                | 29               | 0                |                  |
| 1996   | Vincitore        | 4                | 4                | 0                | 0                | 25               | 1                |                  |
| 1998   | Vincitore        | 5                | 5                | 0                | 0                | 23               | 2                |                  |
| 2001   | Vincitore        | 7                | 6                | 0                | 1                | 50               | 3                |                  |
| 2003   | Vincitore        | 4                | 4                | 0                | 0                | 23               | 0                |                  |
| 2005   | Vincitore        | 5                | 5                | 0                | 0                | 46               | 5                |                  |
| Totale | 13/15            | 57               | 54               | 1                | 2                | 308              | 28               |                  |

### Campionato asiatico AFC U-20
| Anno   | Piazzamento      | G  | V  | N  | P | GF | GS |
| ------ | ---------------- | -- | -- | -- | - | -- | -- |
| 2006   | Quarti di finale | 4  | 2  | 0  | 2 | 6  | 4  |
| 2008   | Semifinali       | 5  | 3  | 1  | 1 | 6  | 6  |
| 2010   | Secondo posto    | 6  | 4  | 1  | 1 | 15 | 6  |
| 2012   | Semifinali       | 5  | 2  | 2  | 1 | 6  | 4  |
| 2014   | Primo turno      | 3  | 1  | 2  | 0 | 3  | 2  |
| 2016   | Primo turno      | 3  | 1  | 1  | 1 | 3  | 3  |
| 2018   | Quarti di finale | 4  | 1  | 2  | 1 | 5  | 6  |
| 2023   | Quarti di finale | 4  | 2  | 1  | 1 | 13 | 5  |
| Totale | 8/8              | 34 | 16 | 10 | 8 | 57 | 36 |

## Tutte le Rose

### Mondiale
Campionato del mondo Under-20 19811 Ahearn, 2 Wheatley, 3 Tredinnick, 4 Blair, 5 Crino, 6 Kay, 7 Hunter, 8 Raskopoulos, 9 Mitchell, 10 Lee, 11 Incantalupo, 12 Skeen, 13 Woods, 14 Koussas, 15 Patikas, 16 Colusso, 17 Little, 18 Ivanac, CT: Scheinflug
Campionato del mondo Under-20 19831 Hummel, 2 Maier, 3 McCulloch, 4 Dakos, 5 Jones, 6 Stewart, 7 Farina, 8 Patikas, 9 Brown, 10 Lowe, 11 Incantalupo, 12 Daley, 13 Rizzotto, 14 Vlietstra, 15 Licata, 16 Glockner, 17 Wright, 18 Franken, CT: Scheinflug
Coppa del mondo Under-20 19851 P. Jones, 2 Hooker, 3 Gregson, 4 M. Jones, 5 Kotzamichalis, 6 Koczka, 7 Bundalo, 8 Panagis, 9 Petrovski, 10 Hristodolou, 11 Kalantzis, 12 McLennan, 13 Ingham, 14 Spink, 15 Bassingthwaite, 16 Sharpe, 17 Postecoglou, 18 Runje, CT: Shoulder
Campionato del mondo Under-20 19871 Hughes, 2 Healey, 3 Kulcsar, 4 Reynolds, 5 Northam, 6 Koch, 7 Hristodolou, 8 Polak, 9 Trimboli, 10 Saad, 11 Anastasiadis, 12 van Blerk, 13 Markovski, 14 Grbac, 15 Edwards, 16 Moffitt, 17 Cummings, 18 Bouhoutsos, CT: Scheinflug
Campionato del mondo Under-20 19911 Bosnich, 2 Spasevski, 3 Stojcevski, 4 Babic, 5 Okon, 6 Poric, 7 Bingley, 8 Kindtner, 9 Seal, 10 Trajanovski, 11 Corica, 12 Muscat, 13 Popović, 14 Maloney, 15 Stanton, 16 Silic, 17 Sorras, 18 Kalac, CT: Scheinflug
Campionato del mondo Under-20 19931 F. Jurić, 2 Moore, 3 Holst, 4 A. Jurić, 5 Wingell, 6 Muscat, 7 Cranney, 8 Carbone, 9 Agostino, 10 Milicic, 11 Tsekenis, 12 Tsekinis, 13 Moric, 14 Marcolino, 15 Trpevski, 16 Iocca, 17 Radecki, 18 Matassa, CT: Scheinflug
Campionato del mondo Under-20 19951 Bolton, 2 Anthopoulos, 3 Bilokapić, 4 Rudan, 5 Plesa, 6 Pollari, 7 Ufuk, 8 Enes, 9 Lazarevski, 10 Viduka, 11 Skoko, 12 Angelovski, 13 Mennillo, 14 Vrkić, 15 Vlahos, 16 Middleby, 17 Carter, 18 Pogliacomi, 19 Angelov, CT: Scheinflug
Campionato del mondo Under-20 19971 Milosevic, 2 Emerton, 3 Zelic, 4 Blatsis, 5 Bove, 6 Foxe, 7 Eggleton, 8 Neill, 9 Grella, 10 Davutovic, 11 Curcija, 12 Salapasidis, 13 Başer, 14 Sinozic, 15 Robertson, 16 Coonan, 17 Allsopp, 18 Zoïs, CT: Scheinflug
Campionato del mondo Under-20 19991 Breaden, 2 Emerton, 3 Wilson, 4 Colosimo, 5 Bosnar, 6 Wearne, 7 Čulina, 8 Grella, 9 Bresciano, 10 Maisano, 11 Sterjovski, 12 Terminello, 13 Cunico, 14 Invincibile, 15 Care, 16 Griffiths, 17 Byrnes, 18 Turnbull, CT: Scheinflug
Campionato del mondo Under-20 20011 Turnbull, 2 Byrnes, 3 Madaschi, 5 Kisnorbo, 6 Srhoj, 7 Elrich, 8 Owens, 9 Kennedy, 10 Carle, 11 McDonald, 12 Pantelis, 13 Edds, 14 Brain, 15 Wilkshire, 16 Vasilevski, 17 Gulesserian, 18 Vanstrattan, 20 McKain, CT: Postecoglou
Coppa del mondo Under-20 20031 Coe, 2 Heath, 3 Pantelidis, 4 Wilkinson, 5 Tarka, 6 Valeri, 7 Dilevski, 8 Jedinak, 9 McDonald, 10 Brosque, 11 McKay, 12 Danze, 13 Richter, 14 Murdocca, 15 Lia, 16 Wells, 17 Baird, 18 Willis, 19 Thwaite, 20 Wheelhouse, CT: Postecoglou
Campionato del mondo Under-20 20051 Vukovic, 2 Milligan, 3 McClenahan, 4 Leijer, 5 Timpano, 6 Musialik, 7 Lia, 8 Celeski, 9 Lucas, 10 Sarkies, 11 Tadrosse, 12 Pasfield, 13 Downes, 14 Dilevski, 15 Townsend, 16 Zadkovich, 17 Ward, 18 Federici, 19 Williams, 20 Wesolowski, 21 Topor-Stanley, CT: Postecoglou
Campionato del mondo Under-20 20091 Redmayne, 2 Mullen, 3 DeVere, 4 McGowan, 5 Jurman, 6 Holland, 7 Minniecon, 8 Mooy, 9 Hoffman, 10 Nichols, 11 Oar, 12 Elasi, 13 Herd, 14 Danning, 15 Munro, 16 Kantarovski, 17 Grant, 18 Bouzanis, 19 Rooney, 20 Gallagher, 21 Cisak, CT: Versleijen
Campionato del mondo Under-20 20111 Birighitti, 2 Grant, 3 McGowan, 4 Sainsbury, 5 Warren, 6 Kantarovski, 7 Danning, 8 Antonis, 9 Bulut, 10 Amini, 11 Oar, 12 Feely, 13 Fletcher, 14 Gameiro, 15 Hamill, 16 Franjic, 17 Gallagher, 18 Acton, 19 Ibini-Isei, 20 Barker-Daish, 21 Petratos, CT: Versleijen
Campionato del mondo Under-20 20131 Izzo, 2 Brillante, 3 Chapman, 4 Good, 5 Galloway, 6 Irvine, 7 Williams, 8 Gligor, 9 Taggart, 10 Gameiro, 11 Pain, 12 Duncan, 13 Caira, 14 Maclaren, 15 Geria, 16 Vranković, 17 Hoole, 18 Donachie, 19 Edwards, 20 De Silva, 21 Bouzanis, CT: Okon